# Alexandre Balthazar Laurent Grimod de La Reynière
Pour les articles homonymes, voir Grimod et La Reynière.
Alexandre Balthazar Laurent Grimod de La Reynière, né à Paris le 20 novembre 1758 et mort à Villiers-sur-Orge le 25 décembre 1837, est un avocat, critique théâtral, feuilletoniste et écrivain français qui acquiert la célébrité par sa critique spirituelle et parfois acerbe, ses mystifications et son amour de la gastronomie.
Il est considéré comme l’un des pères fondateurs de la gastronomie occidentale moderne.

## Biographie
Petit-fils d’un fermier général qualifié « le plus déterminé gourmand de son siècle », Grimod de La Reynière naît de l’union du fermier général et administrateur des postes, amateur de bonne chère et mécène, Laurent Grimod de La Reynière, et de Suzanne Françoise Élisabeth de Jarente de Sénac,. Sa mère accueille dans son salon les personnalités les plus importantes de la société parisienne.
Il naît infirme, sans doigts, « n’ayant, comme partie terminale de ses membres supérieurs, que des moignons métacarpiens, avec intégrité de l’articulation du poignet ». On l’équipe de prothèses dissimulées sous des gants de peau blanche qu’il ne quitte que rarement. Ses contemporains affirment que cette infirmité pèse fortement sur son caractère et qu’elle alimente son ressentiment envers ses parents. Ainsi, il n’aimera rien tant qu’humilier les préjugés de caste dont était fort imbue sa mère, en s’affichant avec des roturiers et  se revendiquant « épicier » lors de l’épisode de son négoce à Lyon.

### Jeunesse
Au sortir du collège Louis-le-Grand, il voyage, du 14 août 1775 au 4 octobre 1776, dans le Bourbonnais, le Lyonnais, le Dauphiné et la Savoie. Il séjourne à Genève et Lausanne, où il écrit un Éloge de Fréron.
Passionné de théâtre, il commence, en 1777, à 19 ans, sa carrière de critique dramatique au Journal des Théâtres, alors dirigé par le gendre de Préville, Jean-Charles Le Vacher de Charnois. Après la fermeture de ce journal, il collabore au Journal Helvétique de Neuchâtel de 1781 à 1782.
Il éprouve un amour malheureux pour sa cousine Angélique de Bessi, mariée en 1779 à Charles Mitoire,. Cette déception encourage sa tendance à la misanthropie.
Il est reçu membre de l’Académie des Arcades de Rome avec le nom pastoral de « Nerino ».
Destiné par ses parents à la magistrature, il suit les cours de droit avec un zèle et une assiduité exemplaire, mais il refuse de devenir juge, et, devenu avocat, il préfère exercer son métier à titre gratuit pour une clientèle de pauvres gens en butte à l’impôt ou à la corvée.
Il fréquente des philosophes, des gens de lettres et des artistes, et les invite à des déjeuners bihebdomadaires fort appréciés de gourmets tels que Andrieu et de gens d’esprit comme Rétif de La Bretonne, Palissot, Beaumarchais, etc. ; il va lui-même choisir les denrées à la Halle où les marchands le surnomment le « fermier général de la cuisine ». En 1780, il se constitue l’éditeur officieux du petit conte en vers, Le Fakir, et, l’année suivante, de la comédie du Flatteur, l’un et l’autre de son protégé Lantier.
Les derniers jours de janvier 1783, il adresse à dix-sept personnes, conseillers au parlement, avocats et célibataires comme lui, une invitation sous forme de billet d’enterrement pour un souper public qui se déroule le 1er février 1783. Il leur offre un repas extravagant, selon les uns pour prouver qu’il peut rester philosophe bien qu’amoureux, selon les autres pour faire la publicité d’une de ses œuvres, Réflexions philosophiques sur le plaisir. Par un célibataire. Cette opération réussit pleinement, tout Paris en parle et une seconde édition de l’œuvre est lancée, la première ayant été épuisée dans les huit mois. Le déroulement de la soirée et du gueuleton sépulcral est donné par Paul Lacroix qui consacre cinquante-sept pages d’une de ses œuvres à Grimod de la Reynière. D’autres festins du genre sont organisés ensuite. L’année suivante, il crée un « repas archéologique », imité des repas antiques (orgie en moins), qui commence par la présentation d’expériences de physique et d’un spectacle d’ombres chinoises.
La Reynière a l’humeur vive et batailleuse. Un soir, au parterre de l’Opéra, à une représentation d’Armide, se sentant pressé par la foule : « Qui est-ce qui pousse donc de cette manière ? s’écria-t-il sans se retourner ; c’est sans doute quelque garçon perruquier. » Un militaire, M. de Case, également fils de fermier général, prenant pour lui l’interpellation, lui répond : « C’est moi qui pousse ; donne-moi ton adresse, j’irai demain te donner un coup de peigne. » Le lendemain, les deux adversaires se rencontrent aux Champs-Élysées, en plein jour et devant plus de trois mille personnes. Ils se battent au pistolet. M. de Case tombe ; la balle lui a crevé les yeux et labouré la tête. Il meurt quelques heures après. Arrêté par lettre de cachet en 1786, à la suite de la publication d’un mémoire impertinent d’avocat sur Ange-François Fariau de Saint-Ange, il est conduit à l’abbaye de Domèvre où, pendant près de deux ans, La Reynière mène une vie agréable et paisible entrecoupée de visites d’amis et d’escapades autorisées par l’abbé Joseph de Saintignon, général de la communauté ; son nom disparaît de la liste des avocats au Parlement publiée dans l’Almanach royal de 1787.
Revenir à Paris lui est interdit et sa famille le place devant l’alternative de voyager à l’étranger ou d’être enfermé dans la maison de fous de Maréville. Dans l’obligation d’obéir, il part donc pour Strasbourg, Colmar, Zurich, Neuchâtel et Lausanne avant de se fixer à Lyon où il échappe aux dangers de la Terreur et où il rencontre une actrice qui travaille au théâtre de cette ville, Adélaïde-Thérèse Feuchère. Il l’épouse plus tard. Leur fille, Adélaïde Jeanne Justine Laure, naît le 14 octobre 1790. Elle ne reste pas longtemps dans un foyer où le père est souvent en voyage. Une lettre de Grimod à Adélaïde, en mars 1791, laisse penser que le bébé a déjà été placé en nourrice et un jugement le prouve tout au moins à partir de janvier 1792. La déclaration de décès de l’enfant, à l’âge de trois ans, est faite par l’homme qui prenait soin d’elle et par un voisin ; le père se trouve alors à Béziers et la mère à Paris.

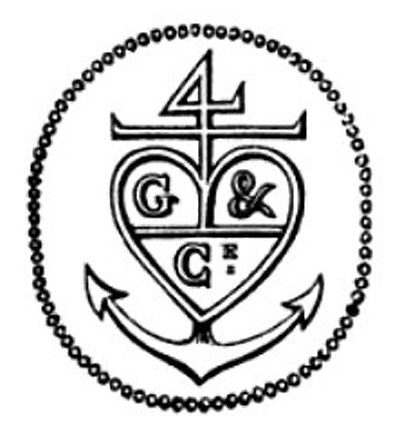
Marque commerciale de "Grimod et Compagnie".

### Négociant
Il ouvre à Lyon le commerce « Grimod et compagnie, aux Magasins de Montpellier, rue Mercière » qui vend  épicerie, droguerie et de parfumerie en gros et fabrique de la broderie, il imagine les principes d’« achat direct au producteur », de « chaînes de magasins » et de « vente à prix fixé ». Il étend les activités de sa société Grimod et compagnie à d’autres villes françaises, où il ouvre des établissements. Cependant, s’il exerce cette activité d’enthousiasme, c’est avec une certaine désinvolture, et la défaillance de son associé, qui n’est autre que son père, s’ajoute au manque de rigueur dans la gestion. Grimod est contraint d’abandonner son commerce.

### Carrière artistique et gastronomique
De retour à Paris, il fonde le Censeur dramatique, où il rédige des critiques théâtrales. Il écrit l’Alambic littéraire.
Sous le Consulat, il commence la publication de l’Almanach des Gourmands, qui contient tout ce qu’il convient de savoir à cette époque en matière de gastronomie et qui va connaître de nombreuses réimpressions. C’est l’ancêtre du guide gastronomique : cet almanach dont le sous-titre est « Guide dans les moyens de faire excellente chère » va inspirer Charles-Louis Cadet de Gassicourt pour sa Carte gastronomique de la France, le Guide Richard du Voyageur en France et les Guides Joanne que reprendront les Guides bleus.
Grimod de La Reynière est membre du Caveau moderne dès la naissance de cette société chantante qui se réunit au Rocher de Cancale. Dès l’année suivante, il collabore au mensuel Journal des Gourmands et des Belles. En 1808, il publie le Manuel des amphitryons. C’est au Rocher de Cancale que se réunit, à son instigation, un jury dégustateur pour goûter et juger des produits des restaurateurs, confiseurs, traiteurs, etc. ; il invente ainsi l’ancêtre du label. Le Dr Gastaldy va en être président.
La mort de Grimod de la Reynière est annoncée par faire-part le 7 juillet 1812, mais c’est un canular de plus : arrivés au somptueux banquet de funérailles, les invités ont la surprise d’y découvrir l’auteur en parfaite santé.

### Fin de vie
La mort de ses parents lui a laissé une fortune suffisante ; il se retire dans son château de Villiers-sur-Orge, dans l’Essonne, où il passe les quinze dernières années de sa vie en compagnie de son épouse. Il se livre à la mystification des invités qu’il reçoit, le bâtiment étant équipé, a-t-on dit, d’ouvertures secrètes, de trappes et de machineries comme un théâtre.
À sa mort, il ne reste plus grand-chose de la fortune héritée de ses parents.

## Citations
- « Quelques personnes redoutent à table une salière renversée et le nombre treize. Ce nombre n’est à craindre qu’autant qu’il n’y aurait à manger que pour douze ; quant à la salière, l’essentiel est qu’elle ne se répande pas dans un bon plat. »
- « Un vrai gourmand aime autant faire diète que d’être obligé de manger précipitamment un bon dîner. »

## Principales publications

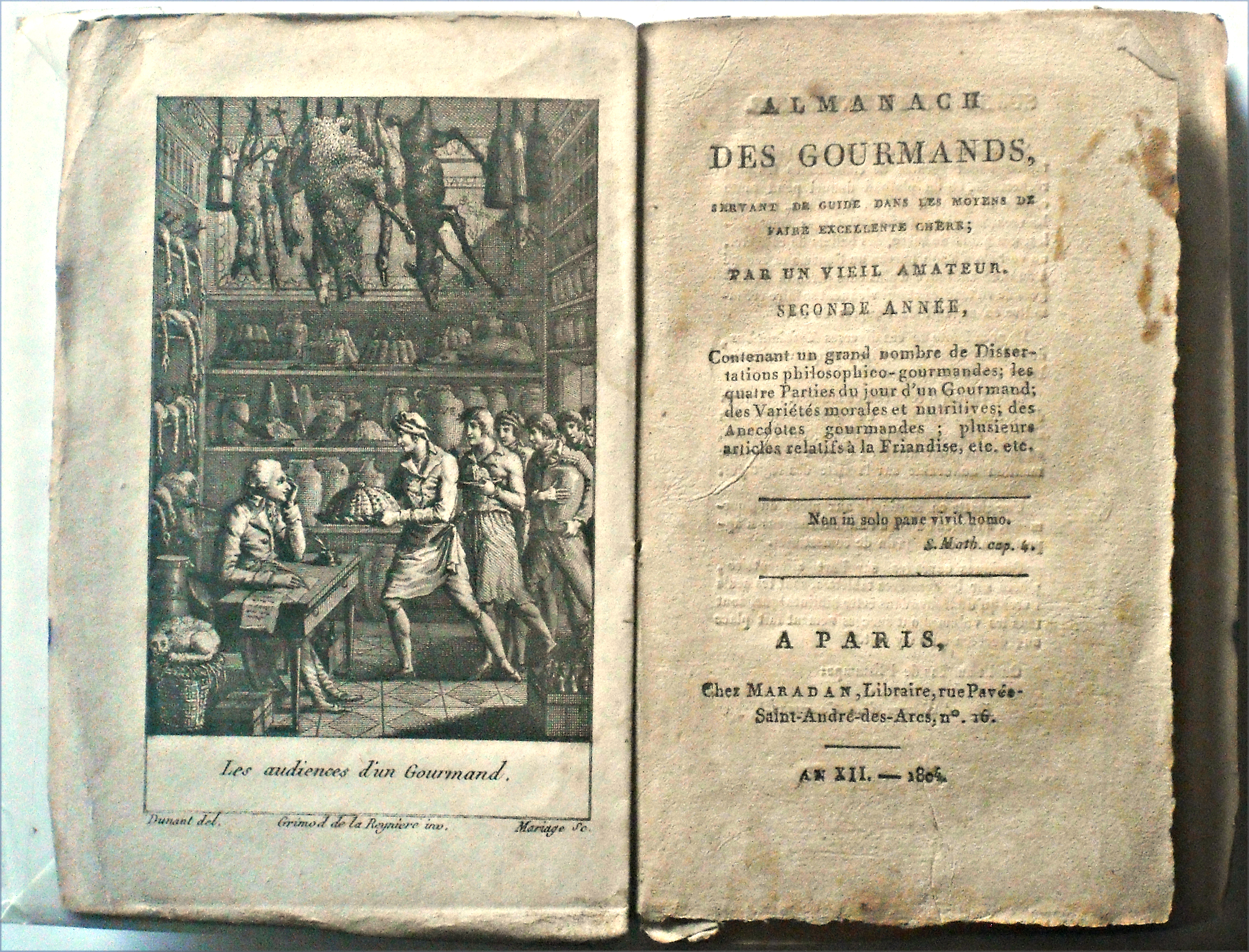
Page de titre de lAlmanach des Gourmands, 2e année, 1804. Bibliothèque de la Gourmandise, Hermalle-sous-Huy.

- Le Flatteur, comédie en 5 actes et en vers libres, avec Étienne-François de Lantier, 1782 ;
- Le Songe d’Athalie, 1783. Attribué aussi à Rivarol et au marquis de Champcenetz ;
- Réflexions philosophiques sur le plaisir, 1783. Attribué aussi à Étienne François de Lantier ;
- Lorgnette philosophique trouvée par un R. P. capucin sous les arcades du Palais-royal et présentée au public par un célibataire, 2 volumes, 1785 ;
- Mémoire à consulter et consultation pour Me Marie-Émile-Guillaume Duchosal, avocat en la cour, contre le sieur Ange Fariau de Saint-Ange, coopérateur subalterne du Mercure de France, 1786 ;
- Lettre à M. Mercier, ou réflexions philosophiques sur la ville de Lyon, Paris, Belin, Desenne et Petit, 1788 (lire en ligne) ;
- Peu de chose, idées sur Molière, Racine, Crébillon, Piron, etc. Hommage à l’Académie de Lyon, Paris, 1788 ;
- Lettre d’un voyageur à son ami sur la ville de Marseille, 1792 ;
- Moins que rien, suite de Peu de chose, ouvrage d’un genre assez neuf et plus moral qu’on ne pense, 1793 ;
- Visions d’un bon homme. Première vision, 1803 ;
- L’Alambic littéraire, ou Analyses raisonnées d’un grand nombre d’ouvrages publiés récemment, 2 volumes, 1803 ;
- Almanach des Gourmands, servant de guide dans les moyens de faire excellente chère ; par un vieil amateur, 7 volumes, 1803-1810. Réédition : Editions Valmer-Bibliophilie, Paris, 1984, réédition en fac-similé des 8 volumes reliés pleine peau. Tirage strictement limité à 1000 exemplaires tous numérotés - Mercure de France, coll. « Le Petit Mercure », 2003  (ISBN 2-7152-2404-4) ; Réédition en 8 volumes (8 mars 2012) par les éditions Menu Fretin, 1120 p.  (ISBN 978-2-917008-40-9)
- Manuel des amphitryons, contenant un traité de la dissection des viandes à table, la nomenclature des menus les plus nouveaux et des éléments de politesse, 1808. Réédition : Éditions Métailié, 1995  (ISBN 2-86424-025-4) ;
- Revue des comédiens, ou Critique raisonnée de tous les acteurs, danseurs et mimes de la capitale, par M***, vieux comédien, et par l’auteur de la Lorgnette des spectacles, avec Fabien Pillet, 1808 ;
- Avantage de la bonne chère sur les femmes, discours d’un vrai gourmand, 1870 ;
- Calendrier gastronomique, suivi des Aphorismes du professeur, par Brillat-Savarin, et des Sonnets gastronomiques, par Charles Monselet, 1946.
- Variétés gourmandes, suivi du Traité des excitants modernes par Honoré de Balzac, Henri Kaeser, Lausanne, 1951, 268 p.